# 明日の農業・歌謡曲でおはよう
明日の農業・歌謡曲でおはよう（あすののうぎょう・かようきょくでおはよう）は、1960年代から1986年9月まで東京放送（現在のTBSラジオ）と毎日放送（現在のMBSラジオ）で放送された農家向けの音楽番組。放送時間は曜日や時期によって違っていて、番組のタイトルも数回にわたって変更されている（詳細後述）。

## 概要
早朝から農作業へ従事する農家や、農作業の準備に入る農家が主な対象の番組。季節の話題や農業に関するトピックスを、全国各地の農家からの情報、リスナーからのリクエストによる新旧の歌謡曲、著名な俳人による俳句の朗読を交えながら紹介していた。『夜明けのうた』（由紀さおりによるカヴァーバージョン）をテーマソングに使用していたが、農家からの情報や楽曲のリクエストについては、TBSでも毎日放送でもハガキで受け付けていた。
スポンサーには、全農（1972年の設立までは前身団体の1つである「全国購買農業組合連合会」）、肥料メーカー10社（三菱化成工業〈現・三菱ケミカル〉・セントラル硝子・宇部興産〈現・UBE〉・住友化学・チッソ旭肥料〈現・ジェイカムアグリ〉など）、肥料業界関連の団体（塩安肥料協会・日本石灰窒素工業会・熔燐協会）が名を連ねていた。ただし、オープニングとエンディングの提供クレジットでは、全農以外のスポンサーを「肥料3団体」や「三菱化成・セントラル硝子・チッソ旭肥料・宇部興産ほか肥料メーカー・団体」と表現。また、TBSのラジオ番組表ではスポンサー名が（全国購買農業組合連合会の略称であった）「全購連」→「全農」のみ、1970年代後半の毎日放送ラジオ番組表では「全農・肥料10社」と記されていた。

## パーソナリティー
- きのし勝（元・文化放送アナウンサーの喜熨斗勝、1977年頃に担当）
- 山内雅人（1980年10月から一時担当）
- 金子達昭（1982年以降に担当）
- 堀内睦子

## 放送期間・放送時間
おおむね午前5時台に放送されていた関係で、新聞によっては、フルサイズのラジオ番組表でも当番組が記載されないことがあった。当該紙における番組表の掲載対象が午前6時以降の番組に限られていたことによるもので、全ての時間帯の番組を掲載できる番組表でも、1行に収められる字数の制約などから「農業」と略記されることが多かった。

### TBS
- 1959年1月…日曜以外の毎日5:50 - 6:00
放送開始の時期は不明だが、当初は「農村の皆様へ」というタイトルで放送。日曜日のみ、この時間枠に「漁村の皆様へ」という番組を編成していた。
- 1960年10月 - 1962年9月…毎日5:55 - 6:15
当時の番組名は「明日の農事メモ」であった。
- 1962年10月 - 1963年3月…毎日5:40 - 6:00
この時期から、「明日の農業」として放送。
- 1963年4月 - 1970年6月…毎日5:35 - 6:00
- 1970年7月 - 1972年3月…日曜日5:25 - 5:30 / 他曜日5:35 - 6:00 
1970年10月から、日曜以外の曜日には「歌謡曲でおはよう」というサブタイトルで放送。
- 1972年4月 - 1977年3月…日曜日5:55 - 6:00 / 他曜日5:35 - 6:00
- 1977年4月 - 1980年3月…平日5:00 - 5:15 / 土曜日5:00 - 5:30 / 日曜日5:55 - 6:00
- 1980年4月 - 1981年3月…毎日5:00 - 5:15
1980年4月から、日曜日も「歌謡曲でおはよう」のサブタイトルで放送。
- 1981年4月 - 1982年9月…毎日5:10 - 5:25
- 1982年10月 - 1986年9月…毎日5:05 - 5:20

### 毎日放送
- 1964年・1965年頃…平日6:05 - 6:25
- 1969年3月頃…平日5:40 - 6:00 / 日曜日6:05 - 6:25
- 1969年4月 - 1969年9月…平日6:05 - 6:25
- 1969年10月 - 1971年3月…平日5:30 - 6:00 / 土曜日5:40 - 6:00
- 1971年4月 - 1973年6月…平日5:30 - 6:00 / 土曜日5:30 - 5:50
- 1973年7月 - 1975年9月…日曜日5:30 - 5:35 / 他曜日5:30 - 5:55
- 1975年10月 - 1977年3月…毎日5:35 - 5:55
- 1977年4月 - 1977年9月…毎日5:35 - 5:50
- 1977年10月 - 1982年9月…日曜日5:40 - 6:00（自社制作による『お天気のお知らせ』を内包） / 他曜日5:00 - 5:15
- 1982年10月 - 1986年9月…日曜日5:30 - 5:45 / 他曜日5:00 - 5:15

## 参考資料
- ラジオ東京スピリッツ〜TBSラジオ開局60周年〜
当サイトにある1963年3月時点～1986年10月時点の番組表（PDF）